# Дити
Ди́ти (санскр. दिति; Diti = «гибель», «конечность») — в ведийской мифологии одна из шестидесяти дочерей Дакши (и матери Вирни); одна из жён мудреца Кашьяпы; мать Дайтья или Асуров (гигантов и демонов). Противоположность другой жены Кашьяпы — Адити (= «бесконечность»), матери богов Суров, уничтожающих могущество демонов Асуров после многочисленных и жестоких битв с ними.
Дити упоминается уже в Ведах, хотя образ Адити в них гораздо более выработан. Только в «Рамаяне» и Пуранах Дити является более определённым образом и героиней различных легенд. Так, в «Вишну-Пуране» от неё или скорее от её зародыша, раздробленного Индрой на 7×7 = 49 частей, рождаются боги ветра и бури, быстролётные Маруты.
Богиня земли в индуизме.

## Дети
Первенцами Дити были асуры Хираньякашипу и Хираньякша. Сыновья Дити родились демонами, хотя их отцом был святой мудрец Кашьяпа. В демоническом роду Дити приняли рождение Прахлада и его внук Бали. Демонов также называют Дайтьями, поскольку они родились из чрева Дити. Хираньякашипу и Хираньякша отличались небывалым могуществом и пользовались большим почётом среди демонов. Кроме того, у Дити родились сорок девять богов Марутов, не оставивших после себя потомства. Хотя матерью Марутов была земная женщина, Индра возвёл их до положения девов.

## «Бхагавата-пурана»
Согласно «Бхагавата-пуране», чтобы помочь Индре, Вишну собственноручно убил первенцев Дити: Хираньякшу и Хираньякашипу. Узнав о гибели своих сыновей, убитая горем Дити стала строить планы мести и решила, чего бы то ни стоило, родить сына, способного убить Индру. С этой мыслью в уме, Дити принялась во всем угождать своему мужу Кашьяпе, послушно исполняя любые его желания. Своим служением, любовью и покорностью она полностью покорила его сердце. Кашьяпа поддался на уловки Дити, полностью подчинившей его себе, и пообещал ей исполнить любое её желание. Дити воспользовалась случаем и попросила Кашьяпу подарить ей бессмертного сына, который смог бы убить Индру.
Просьба Дити опечалила Кашьяпу, который опасался, что на него ляжет великий грех убийства Индры. Однако, будучи не в состоянии нарушить своего слова, Кашьяпа пообещал Дити сына, при условии, что она даст обет в течение одного года следовать строгим аскезам. В случае нарушения обета, Дити родит сына, который станет доброжелателем Индры. Дити согласилась дать обет в течение года не причинять вреда другим, не проклинать никого и не лгать, не стричь ногтей и волос и не прикасаться к нечистым предметам, таким как черепа и кости. Дити также не могла совершать омовение в водоёме, гневаться, общаться с греховными людьми, носить нестираную одежду и надевать гирлянды, которые носил кто-то другой. Ей запрещалось есть чужие объедки, пищу, преподнесённую богине Кали, а также невегетарианскую пищу, пищу, к которой прикасался шудра или на которую взглянула женщина в период менструации. Также она не могла пить воду из пригоршни, выходить из дома, не сполоснув после еды рта, рук и стоп, покидать жилище вечером, с распущенными волосами или без подобающих украшений, а также в легкомысленном настроении и в одежде, не полностью покрывающей тело. Дити не разрешалось ложиться спать, не омыв стоп, а также спать с влажными стопами, головой на север или на запад, обнажённой, вместе с другими женщинами, а также во время восхода или заката Солнца. Надев чистые одежды и украсившись куркумой, сандаловой пастой и другими очищающими веществами, рано утром Дити должна была почтить коров, брахманов, богиню Лакшми и Вишну. Дити согласилась строго следовать обету и зачала, приняв семя Кашьяпы.
Вскоре о намерениях Дити прознал Индра. Желая спасти свою жизнь, он решил помешать Дити исполнить обет. С этой целью он стал прислуживать Дити, которая жила в уединённом ашраме в лесу. Каждый день Индра приносил Дити из леса цветы, плоды, коренья, дрова, глину и воду. В то же время он выжидал, пока Дити хотя бы немного нарушит обет. Однажды, истощённая строгим соблюдением обета, Дити забыла сполоснуть рот, омыть руки и стопы после еды и легла спать в сумерки. Немедленно заметив этот просчёт, Индра проник в лоно Дити, пока та пребывала в глубоком сне. Своей молнией Индра рассёк плод на семь частей, каждая из которых превратилась в младенца и принялась плакать. Тогда Индра рассёк каждого из них ещё на семь частей. После этого все сорок девять младенцев в отчаянии взмолились перед Индрой, который пощадил их. Встав с ложа, Дити увидела сорок девять марутов вместе с Индрой. Они сияли, словно огонь, и были дружелюбно настроены к Индре.
Тогда Дити откровенно поведала Индре о своих былых намерениях, а Индра рассказал ей о своих. Вместо того чтобы продолжать свою вражду, они раскрыли друг перед другом свои сердца. Затем Индра выразил Дити почтение, и с её позволения вернулся на райские планеты в сопровождении марутов.